# Фореску, Мария
Мари́я Форе́ску (Maria Forescu, 15 января 1875 — не ранее 23 ноября 1943), урождённая Мария Фулленбаум (Maria Fullenbaum) — артистка оперетты и актриса немого кино.

## Биография
Мария Фореску родилась 15 января 1875 года в городе Черновицы (в то время был центром герцогства Буковина и находился на территории Австро-Венгрии, в настоящее время входит в состав Украины). Получила образование в женском пансионе в Праге, затем, почувствовав интерес к театру, брала уроки вокала и актёрского мастерства. В конце столетия начала карьеру певицы, выступала в театрах Вены. Быстро достигнув известности, гастролировала по Европе, посетив в числе прочих города Амстердам, Петербург, Гамбург, Берлин и Мюнхен.
В 1911 году Мария дебютировала в немом кино, затем, после почти десятилетнего перерыва, оставила сцену и полностью сосредоточилась на кинокарьере. Актриса, к тому времени достигшая сорокалетнего возраста, снималась преимущественно на второстепенных ролях, получая ведущие роли лишь изредка.
В эпоху немого кино она появилась более чем в 80 фильмах. Наиболее заметные из них — «Пер Гюнт» по пьесе Ибсена, «Марицца» Фридриха Вильгельма Мурнау (1922), «Безрадостный переулок» Георга Пабста (1925). С наступлением эры звукового кино Мария продолжала работать: играла возрастные роли домработниц, бабушек, светских дам и др.
Её карьера оборвалась в 1933 году в связи с приходом нацистов к власти. Актриса, будучи еврейского происхождения, лишилась всех гражданских прав и права на работу. Она поселилась в Берлине и жила очень уединённо до 23 ноября 1943 года, пока не была арестована и депортирована в концентрационный лагерь Бухенвальд, где и погибла, подобно тысячам других узников. Точная дата её смерти неизвестна.